# ChroniX Radio
ChroniX Radio (conocida como ChroniX Radio, CXR o ChroniX Agression, en español Agresión ChroniX) es una radio al servicio de los oyentes, libre de comerciales, que emite música en estilos rock, metal y alternativo (Rock alternativo y Metal alternativo), y además un servicio de Podcast compatible en línea vía Nullsoft SHOUTcast.
El lema de servicio de la radio es "Ruidoso y Claro", en inglés, "Loud And Clear", y se emitía desde Trois-Rivieres, Quebec, CANADA
El servicio estuvo funcionando desde 1999. Al principio requería que los usuarios utilizaran el software Nullsoft Winamp para tener acceso a la radio en línea, pero posteriormente fue posible acceder desde iTunes radio, y desde otros programas. Chronix estuvo disponible gratuitamente, y ofrecía una transferencia de calidad de 128 kilobytes/s. Había también una versión en Ancho de banda inferior, que transfería datos a 24 Kbits/s.
ChroniX Radio ofrecía solo los anteriormente mencionados géneros de metal, y los oyentes podían solicitar canciones para que fueran reproducidas por votación en la página oficial. En promedio podía tomar hasta veinte minutos para que la canción elegida fuera reproducida, pero esto podía variar según la cantidad de oyentes activos y de las peticiones pendientes. 
ChroniX Radio inicialmente no reproducía comerciales y se mantenía por las donaciones de los oyentes. Existía también una tienda de "mercancías" para ayudar al financiamiento.
En 2014 dejó de operar, sin embargo en 2018 regreso con varios de sus antiguos canales.
chroniXradio.net

## Metal Masters
Metal Masters fue un servicio en versión Beta que ofrecía una selección de música Heavy metal, "más pesada" o "cruda" que el servicio alternativo anterior, ChroniX Aggression. Esta versión de la radio, transmitió a 128 kbits/s.

## Terminación
Finalizó las emisiones en verano de 2014. Al acceder a la página aparecía un mensaje indicando "Debido a razones fuera de nuestro control, Chronix Radio ha dejado de emitir. Gracias por vuestro apoyo."

## Regreso al aire
A partir del 2016 ChronixRadio volvió a transmitir en directo a través de http://www.chronixradio.net/

## Programas de software receptores de ChroniX Radio
- Nullsoft Winamp (SHOUTcast Media Player)
- Windows Media Player SHOUTcast Plug-In
- XMMS (X Multimedia System) *nix (Linux, Unix, etc.) media player Archivado el 22 de septiembre de 2005 en Wayback Machine.

- Datos: Q15492731